# Boisbergues
Boisbergues est une commune française située dans le département de la Somme en région Hauts-de-France.

## Géographie

### Localisation
Boisbergues est un village picard du Ponthieu.
Limitrophe de Bernaville, la localité est située à 8 km à l'ouest de Doullens, 29 km à l'est d'Abbeville, 30 km au nord-ouest d'Amiens et à 42 km au sud-ouest d'Arras à vol d'oiseau.
Le territoire de la commune est limitrophe de ceux de quatre communes.Les communes limitrophes sont  Autheux, Bernaville, Le Meillard et Outrebois.

### Géologie et relief
La superficie de la commune est de 4,31 km2 ; son altitude varie de 59  à   152 mètres.
Le relief très accidenté et parcouru de plusieurs petits vallons explique la permanence de structures agraires en rideaux et la conservation de larris

### Hydrographie

#### Réseau hydrographique
La commune est située dans le bassin Artois-Picardie. Elle est drainée par le ruisseau de Boisbergues et le fossé des Halots,.

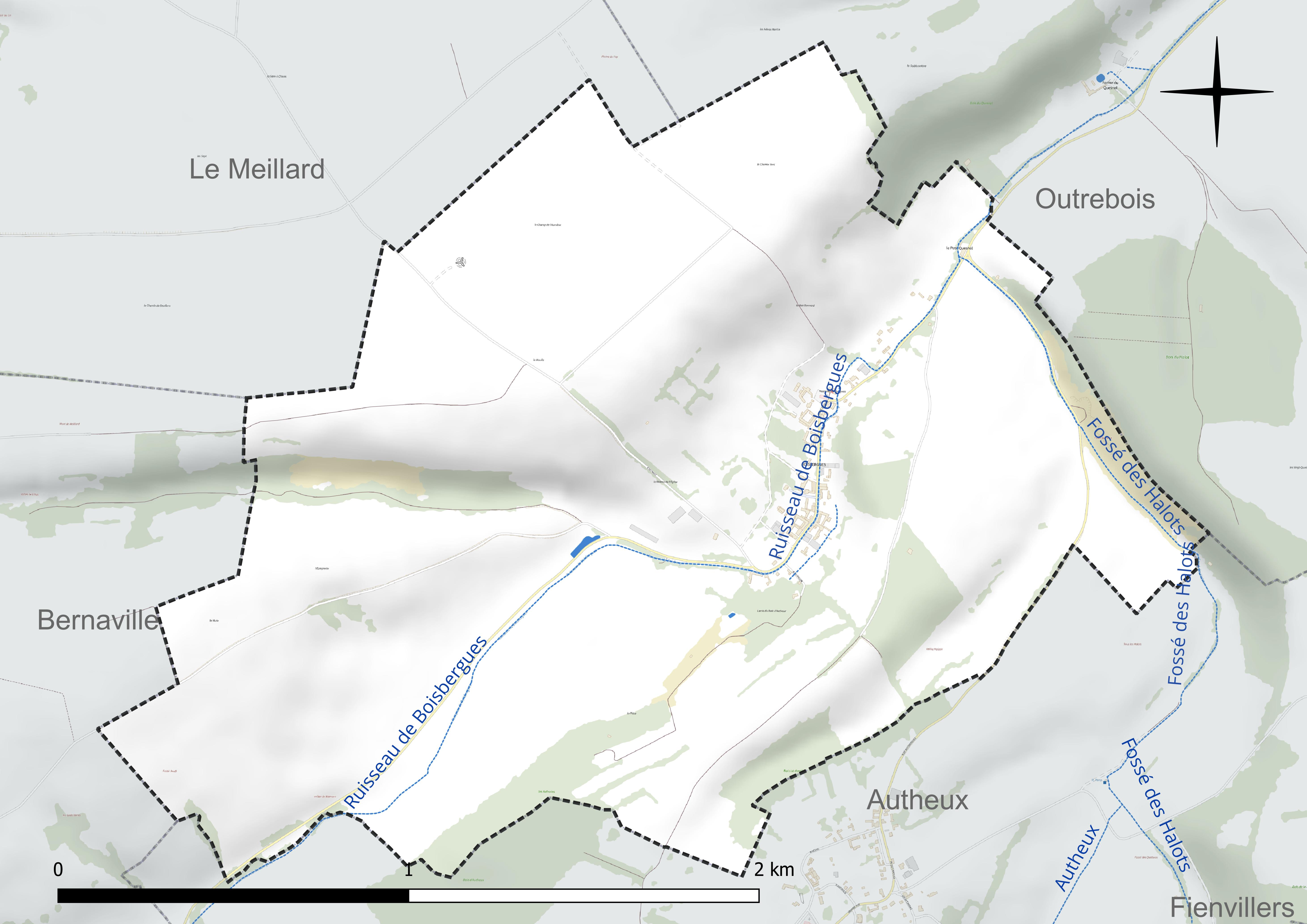
Carte hydrographique de la commune.
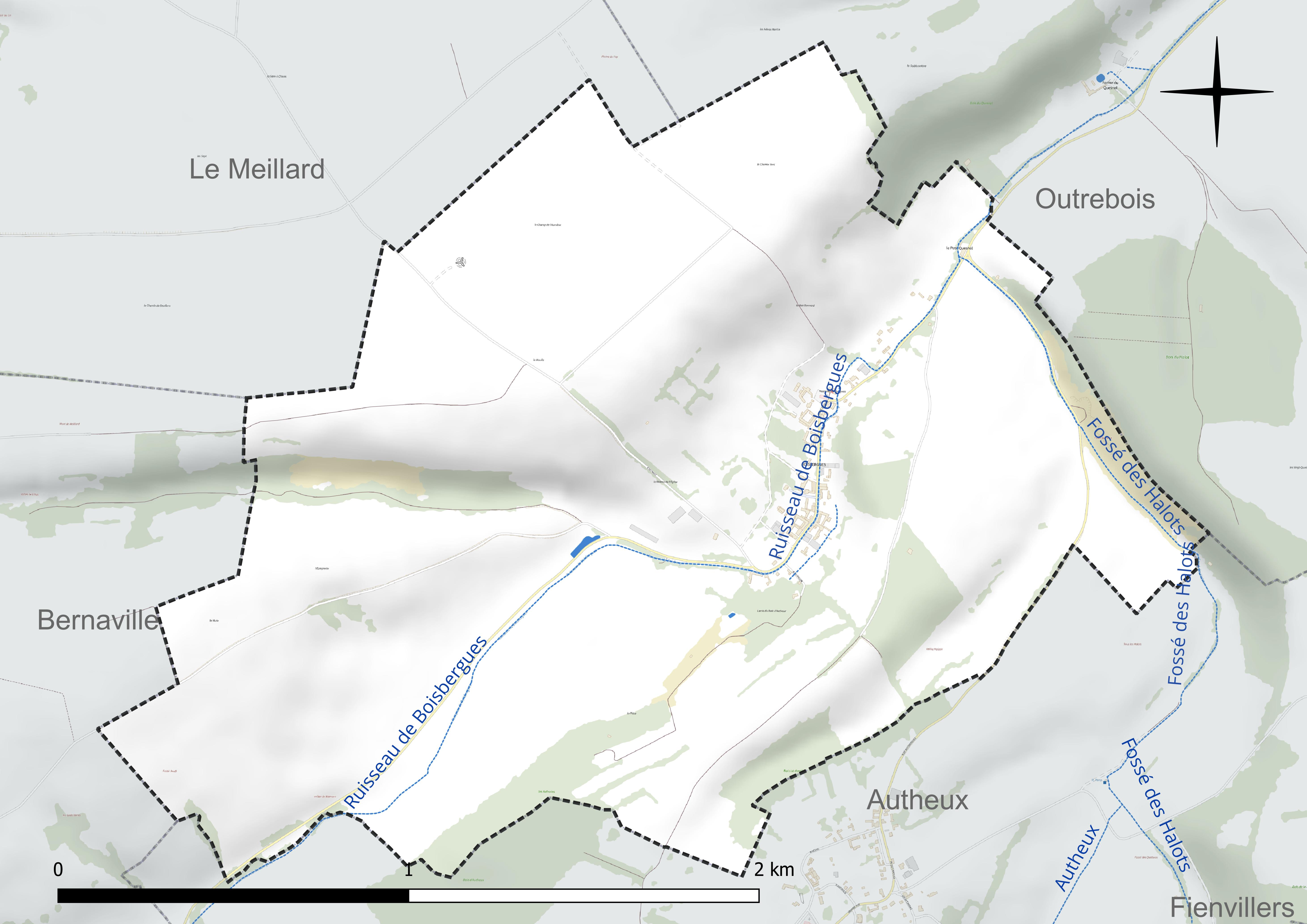
Réseau hydrographique de Boisbergues.

#### Gestion et qualité des eaux
Le territoire communal est couvert par le schéma d'aménagement et de gestion des eaux (SAGE) « Authie ». Ce document de planification concerne un territoire de 1 253 km2 de superficie, délimité par le bassin versant de l'Authie. Le périmètre a été arrêté le 5 août 1999 et le SAGE proprement dit est, en 2024, en cours d'élaboration. La structure porteuse de l'élaboration et de la mise en œuvre est le syndicat mixte Canche Et Authie.
La qualité des cours d'eau peut être consultée sur un site dédié géré par les agences de l'eau et l'Agence française pour la biodiversité.

### Climat
Pour des articles plus généraux, voir Climat des Hauts-de-France et Climat de la Somme.
En 2010, le climat de la commune est de type climat océanique altéré, selon une étude du CNRS s'appuyant sur une série de données couvrant la période 1971-2000. En 2020, Météo-France publie une typologie des climats de la France métropolitaine dans laquelle la commune est exposée à un climat océanique et est dans la région climatique Côtes de la Manche orientale, caractérisée par un faible ensoleillement (1 550 h/an) ; forte humidité de l'air (plus de 20 h/jour avec humidité relative > 80 % en hiver), vents forts fréquents.
Pour la période 1971-2000, la température annuelle moyenne est de 10,1 °C, avec une amplitude thermique annuelle de 13,3 °C. Le cumul annuel moyen de précipitations est de 837 mm, avec 12,2 jours de précipitations en janvier et 8,9 jours en juillet. Pour la période 1991-2020, la température moyenne annuelle observée sur la station météorologique la plus proche, située sur la commune de Bernaville à 5 km à vol d'oiseau, est de 10,4 °C et le cumul annuel moyen de précipitations est de 877,3 mm,. Pour l'avenir, les paramètres climatiques de la commune estimés pour 2050 selon différents scénarios d'émission de gaz à effet de serre sont consultables sur un site dédié publié par Météo-France en novembre 2022.
| Mois                                  | jan.           | fév.             | mars           | avril           | mai             | juin           | jui.           | août          | sep.          | oct.          | nov.          | déc.          | année      |
| ------------------------------------- | -------------- | ---------------- | -------------- | --------------- | --------------- | -------------- | -------------- | ------------- | ------------- | ------------- | ------------- | ------------- | ---------- |
| Température minimale moyenne (°C)     | 1,3            | 1,4              | 3,3            | 4,9             | 8,1             | 10,8           | 12,7           | 13            | 10,6          | 7,9           | 4,5           | 1,9           | 6,7        |
| Température moyenne (°C)              | 3,7            | 4,1              | 6,8            | 9,4             | 12,6            | 15,4           | 17,6           | 17,8          | 14,9          | 11,2          | 7,1           | 4,2           | 10,4       |
| Température maximale moyenne (°C)     | 6              | 6,9              | 10,3           | 13,9            | 17,1            | 20             | 22,4           | 22,6          | 19,3          | 14,6          | 9,7           | 6,4           | 14,1       |
| Record de froid (°C) date du record   | −13,2 16.01.13 | −13,5 07.02.1991 | −11,3 04.03.05 | −4,1 02.04.1996 | −0,7 07.05.1997 | 1,4 05.06.1991 | 5,2 04.07.1990 | 5 08.08.1990  | 2 24.09.03    | −4,5 24.10.03 | −8 23.11.1998 | −13 18.12.10  | −13,5 1991 |
| Record de chaleur (°C) date du record | 15 09.01.15    | 17,6 26.02.19    | 22,6 31.03.21  | 24,9 28.04.07   | 28,7 13.05.1998 | 33,9 27.06.11  | 40,8 25.07.19  | 37,2 10.08.03 | 32,1 09.09.23 | 28,9 01.10.11 | 19,5 07.11.15 | 15,7 07.12.00 | 40,8 2019  |
| Précipitations (mm)                   | 72,9           | 63,6             | 66,6           | 53,8            | 64,5            | 61,2           | 72,9           | 79            | 66            | 82,5          | 91,8          | 102,5         | 877,3      |

## Urbanisme

### Typologie
Au 1er janvier 2024, Boisbergues est catégorisée commune rurale à habitat très dispersé, selon la nouvelle grille communale de densité à sept niveaux définie par l'Insee en 2022.
Elle est située hors unité urbaine. Par ailleurs la commune fait partie de l'aire d'attraction d'Amiens, dont elle est une commune de la couronne,. Cette aire, qui regroupe 369 communes, est catégorisée dans les aires de 200 000 à moins de 700 000 habitants,.
Boisbergues se trouve également l'aire d'attraction d'Amiens et dans la zone d'emploi de cette ville, ainsi que dans le bassin de vie de Doullens.

### Occupation des sols

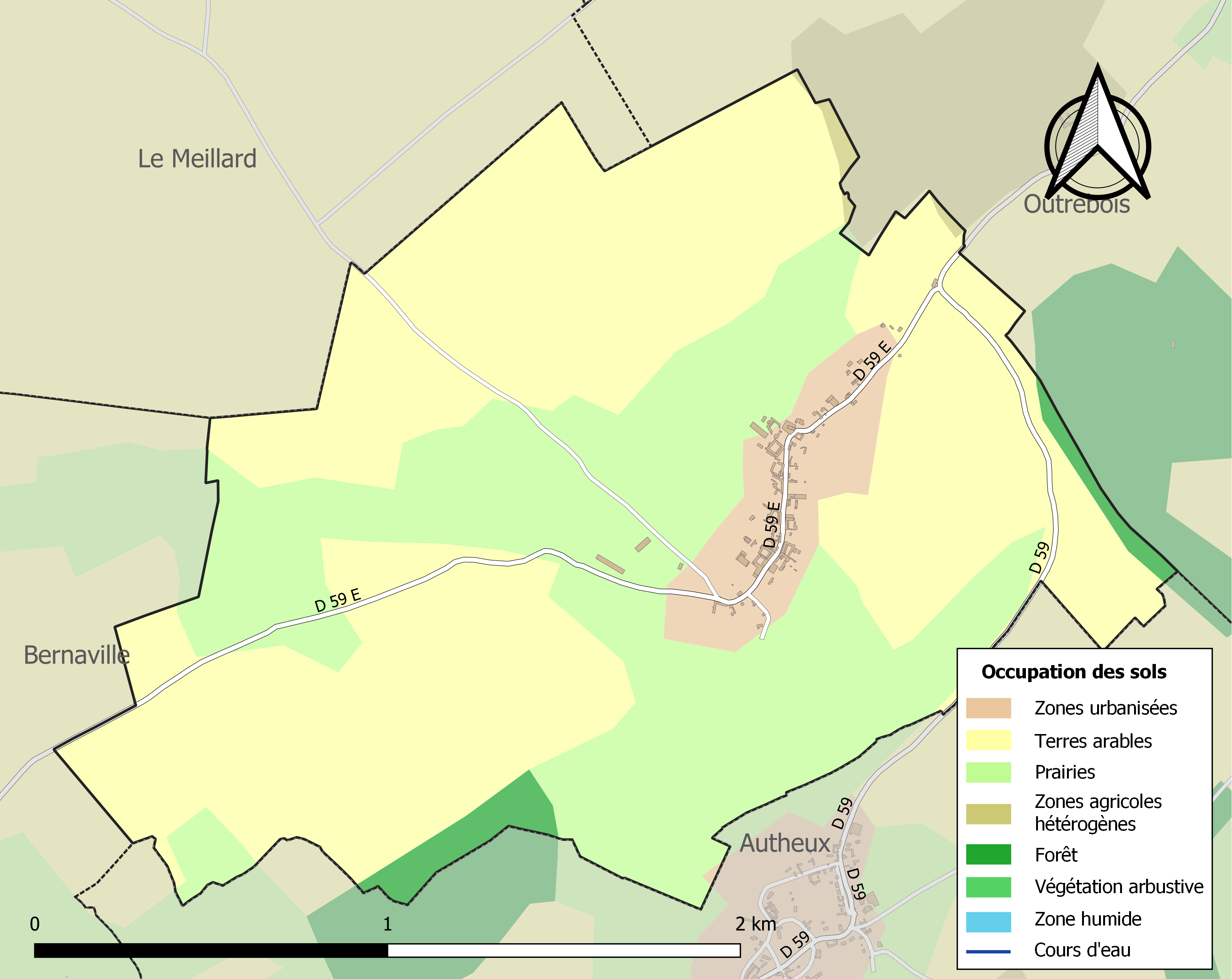
Carte des infrastructures et de l'occupation des sols de la commune en 2018 (CLC).

L'occupation des sols de la commune, telle qu'elle ressort de la base de données européenne d'occupation biophysique des sols Corine Land Cover (CLC), est marquée par l'importance des territoires agricoles (91,7 % en 2018), une proportion identique à celle de 1990 (91,7 %). La répartition détaillée en 2018 est la suivante : 
terres arables (56,7 %), prairies (34,7 %), zones urbanisées (6 %), forêts (2,3 %), zones agricoles hétérogènes (0,3 %).
L'évolution de l'occupation des sols de la commune et de ses infrastructures peut être observée sur les différentes représentations cartographiques du territoire : la carte de Cassini (XVIIIe siècle), la carte d'état-major (1820-1866) et les cartes ou photos aériennes de l'IGN pour la période actuelle (1950 à aujourd'hui).

### Habitat et logement
En 2021, le nombre total de logements dans la commune était de 44, alors qu'il était de 48 en 2016 et de 44 en 2011.
Parmi ces logements, 72,1 % étaient des résidences principales, 15 % des résidences secondaires et 12,9 % des logements vacants. Ces logements étaient  tous des maisons individuelles.
Le tableau ci-dessous présente la typologie des logements à Boisbergues en 2021 en comparaison avec celle de la Somme et de la France entière. Une caractéristique marquante du parc de logements est ainsi une proportion de résidences secondaires et logements occasionnels (15 %) supérieure à celle du département (8,4 %) et à celle de la France entière (9,7 %). 
| Typologie                                               | Boisbergues | Somme | France entière |
| ------------------------------------------------------- | ----------- | ----- | -------------- |
| Résidences principales (en %)                           | 72,1        | 83,1  | 82,2           |
| Résidences secondaires et logements occasionnels (en %) | 15          | 8,4   | 9,7            |
| Logements vacants (en %)                                | 12,9        | 8,5   | 8,1            |

### Voies de communications et transports
Boisbergues est accessible depuis le tracé initial de la route nationale 25 (actuelle RD 925).
En 2019, la localité est desservie par la ligne d'autocars no 22 (Doullens - Villers-Bocage - Amiens) du réseau Trans'80, Hauts-de-France, tous les jours sauf le dimanche et les jours fériés.

### Énergie
La commune compte depuis 2015 deux éoliennes implantées par la société InnoVent.

## Toponymie
Le nom de la localité est attesté sous les formes Basberga (1170.) ; Buscus Binbergis ; Buscus Raimbergi ; Buscus Reimbergis (1248.) ; Boibergues (1204.) ; Bosberguæ (1224.) ; Boisbergues (1231.) ; Boibergue (1507.) ; Baubergue (1589.) ; Bois Bergues (1672.) ; Boisberg (1692.) ; Boisbergue (1733.) ; Bois-Bergue (1778.) ; Bois Bergures (1787.).
Boisbergues signifierait le « bois de la montagne ».

## Histoire

### Moyen Âge
Boisbergues est attribué à l'abbaye de Saint-Riquier par Louis le Débonnaire en 817.
Les Français brûlent l'église du village en 1475.

## Politique et administration

### Rattachements administratifs et électoraux
Rattachements administratifs
La commune se trouve depuis 1926 dans l'arrondissement d'Amiens du département de la Somme.
Elle faisait partie depuis 1793 du canton de Bernaville . Dans le cadre du redécoupage cantonal de 2014 en France, cette circonscription administrative territoriale a disparu, et le canton n'est plus qu'une circonscription électorale.
Rattachements électoraux
Pour les élections départementales, la commune fait partie depuis 2014 du canton de Doullens
Pour l'élection des députés, elle fait partie de la première circonscription de la Somme.

### Intercommunalité
Boisbergues était membre de la communauté de communes du Bernavillois, un établissement public de coopération intercommunale (EPCI) à fiscalité propre créé fin 1999 et auquel la commune avait transféré un certain nombre de ses compétences, dans les conditions déterminées par le code général des collectivités territoriales.
Dans le cadre des dispositions de la loi portant nouvelle organisation territoriale de la République du 7 août 2015, qui prévoit que les établissements publics de coopération intercommunale (EPCI) à fiscalité propre doivent avoir un minimum de 15 000 habitants, cette petite intercommunalité a fusionné avec ses voisines pour former, le 1er janvier 2017, la communauté de communes du Territoire Nord Picardie dont est désormais membre la commune.

### Liste des maires
| Période                                  | Période                        | Identité           | Étiquette      | Qualité |
| ---------------------------------------- | ------------------------------ | ------------------ | -------------- | --- |
| Les données manquantes sont à compléter. |                                |                    |                | |
| 1901                                     | 1912                           | Alfred Goulant     |                | |
| 1912                                     | 1945                           | Lucien Rocque      | Parti radical  | Propriétaire, notaire à Amiens, Conseiller général de Bernaville (1922 → 1940) Nommé membre de la Commission administrative départementale par le Gouvernement de Vichy (1941 → 1943) |
| 1945                                     | 1977                           | Eugène Ossart      |                | |
| 1977                                     | décembre 2022                  | Jean-Pierre Ossart | UMP → LR (EXD) | Agriculteur retraité, fils d'Eugène Ossart Mort en fonction |
| février 2023                             | En cours (au 30 novembre 2023) | Christophe Ossart  |                | Agriculteur, fils de Jean-Pierre Ossart |

## Population et société

### Démographie
L'évolution du nombre d'habitants est connue à travers les recensements de la population effectués dans la commune depuis 1793. Pour les communes de moins de 10 000 habitants, une enquête de recensement portant sur toute la population est réalisée tous les cinq ans, les populations de référence des années intermédiaires étant quant à elles estimées par interpolation ou extrapolation. Pour la commune, le premier recensement exhaustif entrant dans le cadre du nouveau dispositif a été réalisé en 2006.

En 2022, la commune comptait 66 habitants, en évolution de −17,5 % par rapport à 2016 (Somme : −1,26 %, France hors Mayotte : +2,11 %).
| 1793 | 1800 | 1806 | 1821 | 1831 | 1836 | 1841 | 1846 | 1851 |
| ---- | ---- | ---- | ---- | ---- | ---- | ---- | ---- | ---- |
| 252  | 240  | 237  | 276  | 308  | 311  | 320  | 298  | 300  |

| 1856 | 1861 | 1866 | 1872 | 1876 | 1881 | 1886 | 1891 | 1896 |
| ---- | ---- | ---- | ---- | ---- | ---- | ---- | ---- | ---- |
| 289  | 289  | 296  | 263  | 272  | 235  | 209  | 223  | 217  |

| 1901 | 1906 | 1911 | 1921 | 1926 | 1931 | 1936 | 1946 | 1954 |
| ---- | ---- | ---- | ---- | ---- | ---- | ---- | ---- | ---- |
| 195  | 205  | 187  | 159  | 164  | 157  | 144  | 127  | 129  |

| 1962 | 1968 | 1975 | 1982 | 1990 | 1999 | 2006 | 2011 | 2016 |
| ---- | ---- | ---- | ---- | ---- | ---- | ---- | ---- | ---- |
| 129  | 96   | 83   | 79   | 71   | 76   | 85   | 83   | 80   |

| 2021 | 2022 | - | - | - | - | - | - | - |
| ---- | ---- | - | - | - | - | - | - | - |
| 68   | 66   | - | - | - | - | - | - | - |

### Enseignement
Un regroupement pédagogique intercommunal est mis en place à l'école des Fontaines bleues de Mézerolles depuis 2005. Il associe les communes de Remaisnil, Heuzecourt, Barly, Outrebois, Occoches, Boisbergues, Le Meillard, Béalcourt et Frohen-sur-Authie. Une salle multi-activités est inaugurée en septembre 2019. La communauté de communes gère la compétence scolaire.

## Culture locale et patrimoine

### Lieux et monuments
Église Saint-Martin. La petite église de Boisbergues porte les traces de plusieurs restaurations et conserve des pierres blanches avec des graffitis datant des XVIIe et XVIIIe siècles. À l'intérieur, se trouvent une statue en bois de sainte Appoline datant de la fin du XVe siècle et celle de la Charité de Saint-Martin.

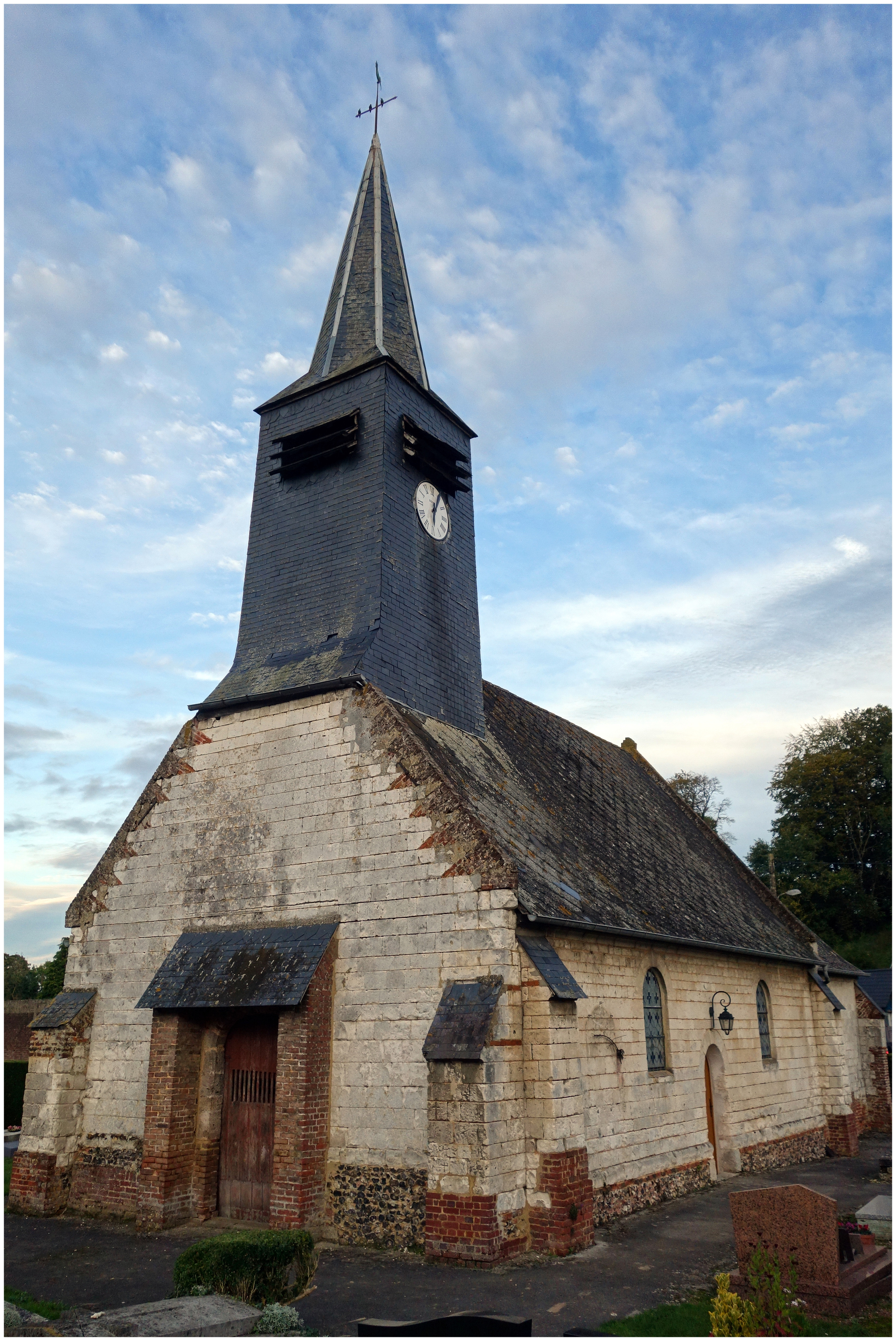
Église Saint-Martin.
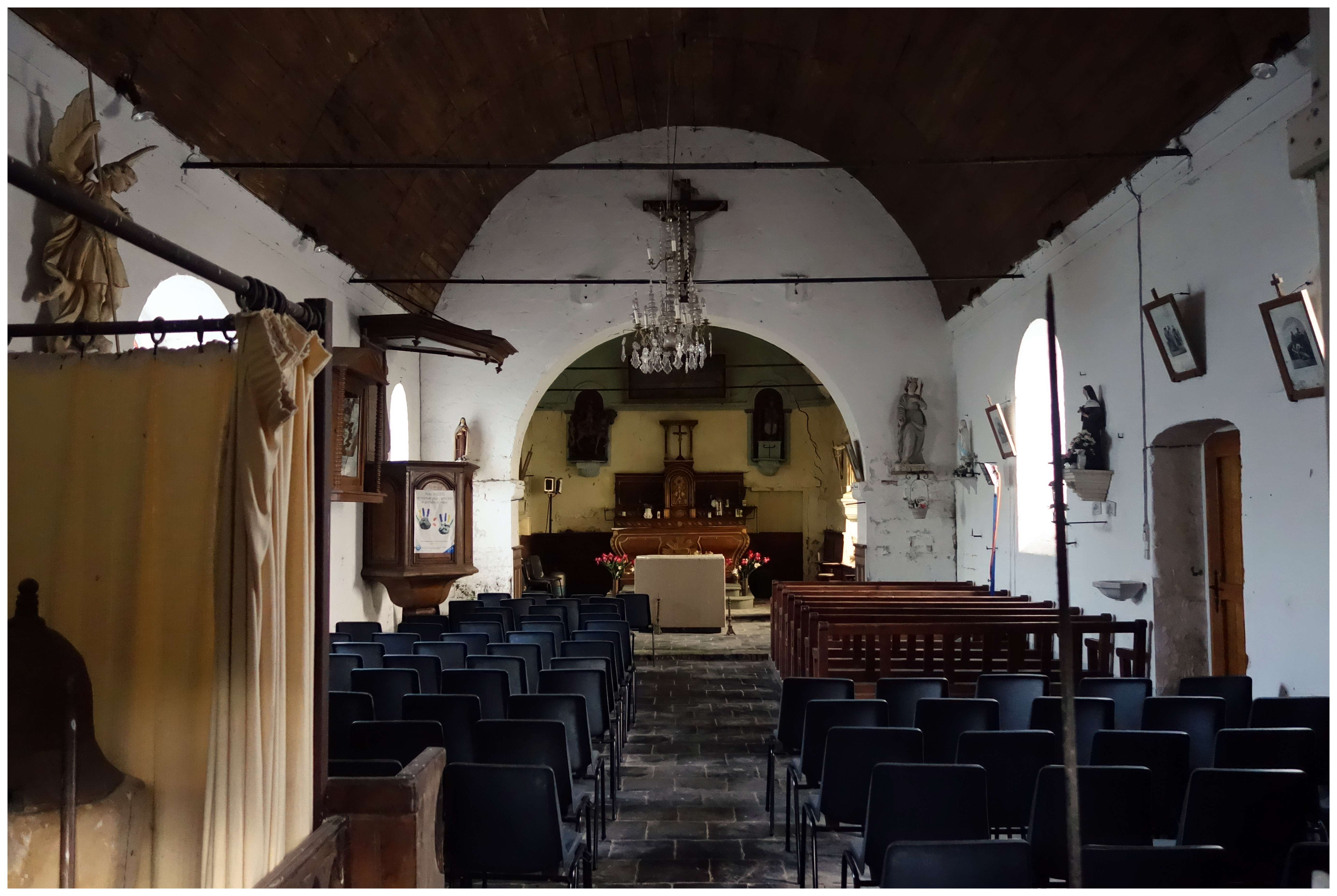
La nef de l'église.
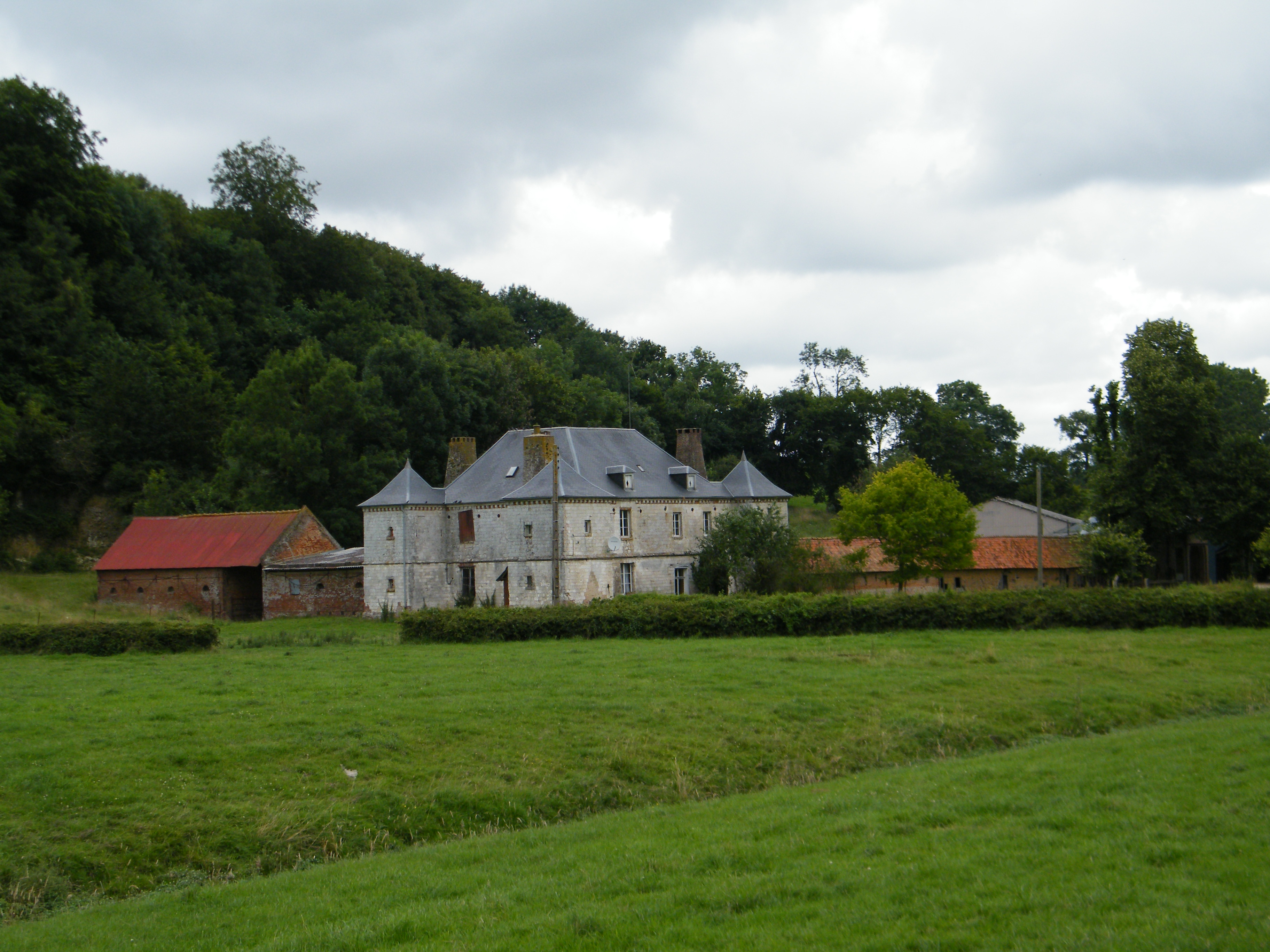
Château-ferme entre Outrebois et Boisbergues
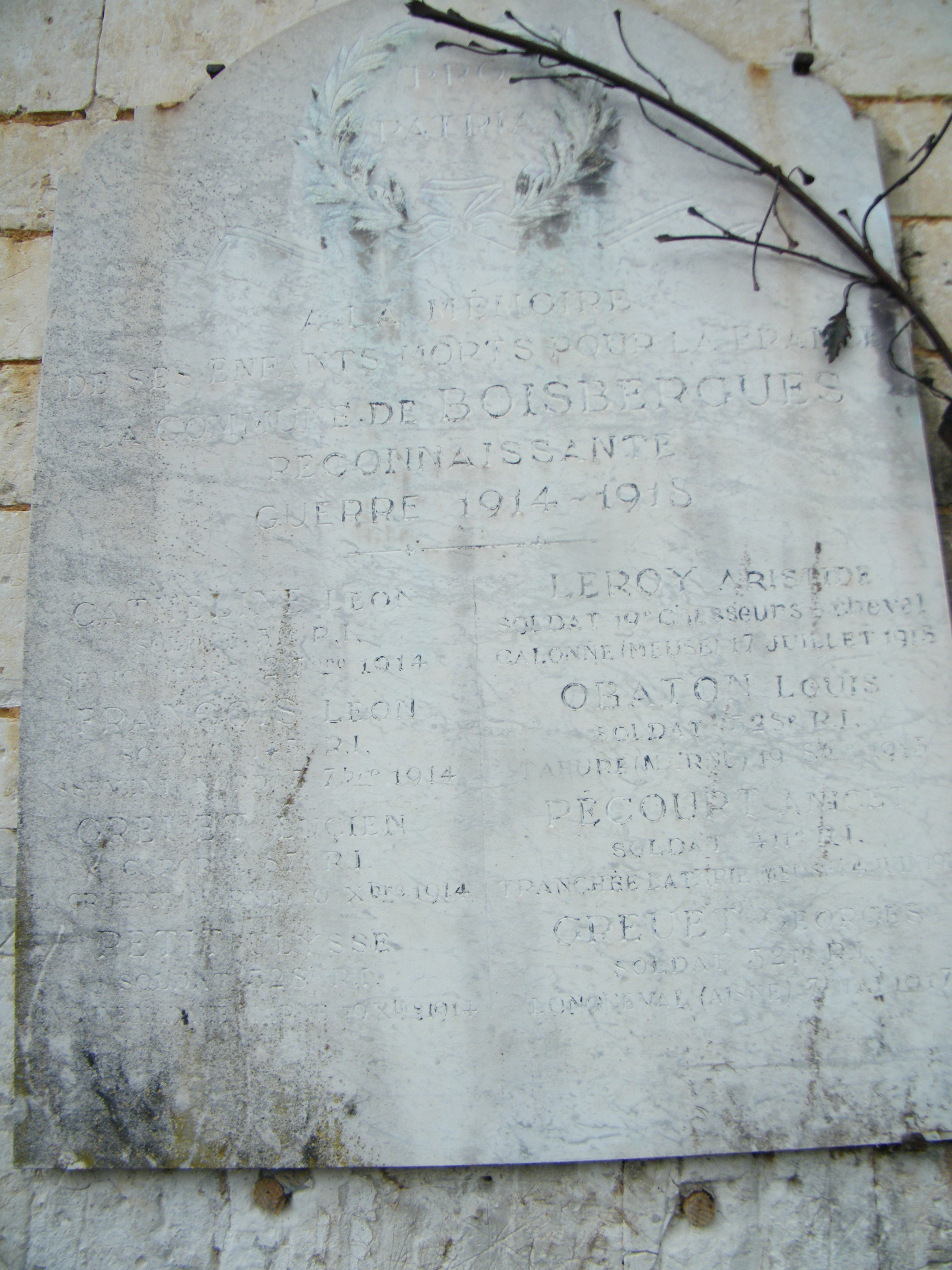
Plaque aux morts pour la patrie.
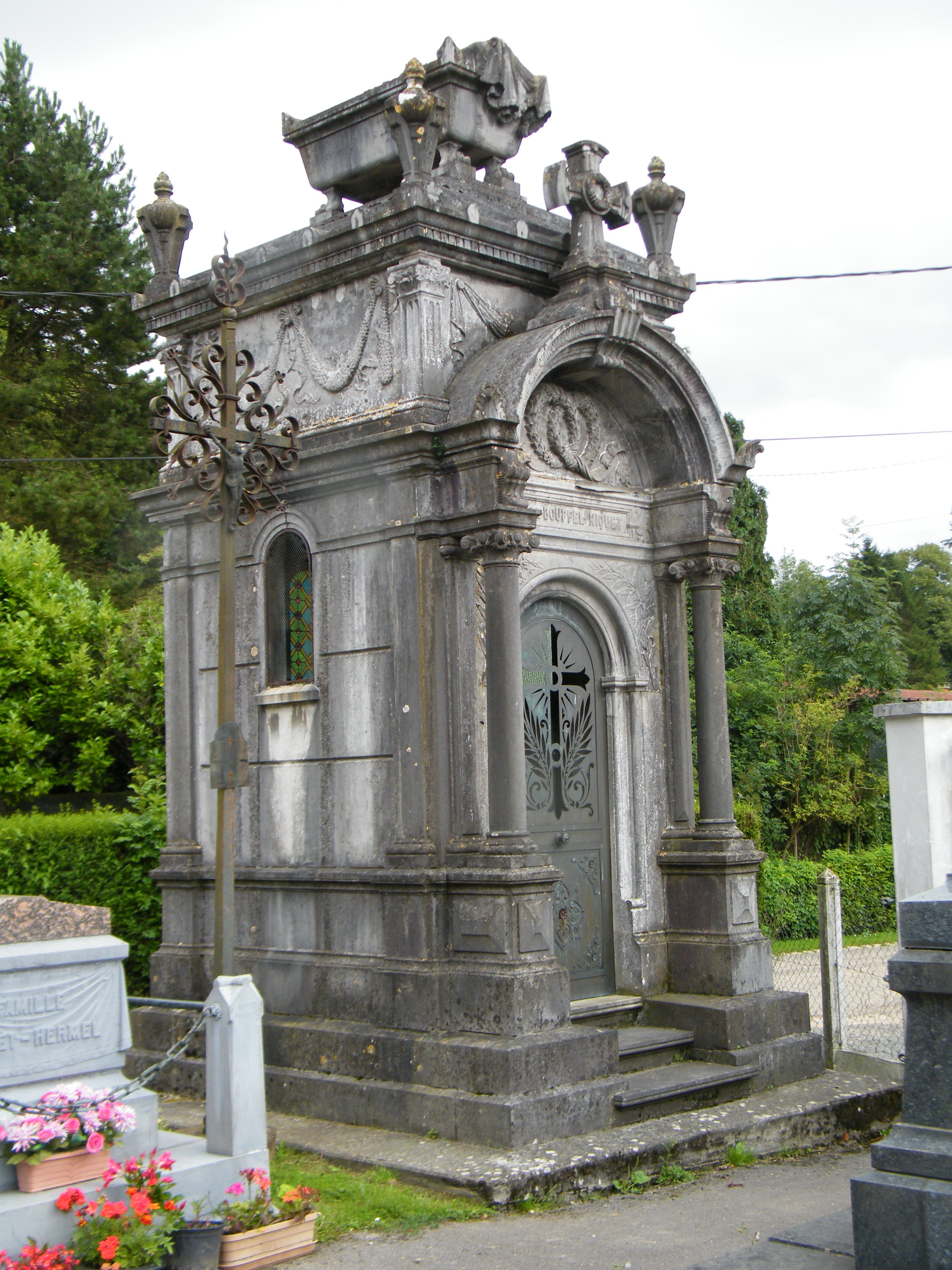
Chapelle monumentale dans le cimetière.

## Pour approfondir